# Bèlgida
Bèlgida (spanisch Bélgida) ist eine Gemeinde mit 640 Einwohnern (Stand: 2024) in der spanischen Provinz Valencia. Sie befindet sich in der Comarca Vall d’Albaida. 

## Geografie
Bèlgida liegt etwa 64 Kilometer südlich von Valencia in einer Höhe von ca. 265 m. 

## Demografie
| 1930 | 1950 | 1970 | 1981 | 1991 | 2001 | 2011 | 2021 |
| ---- | ---- | ---- | ---- | ---- | ---- | ---- | ---- |
| 839  | 818  | 737  | 681  | 679  | 707  | 723  | 654  |

## Sehenswürdigkeiten

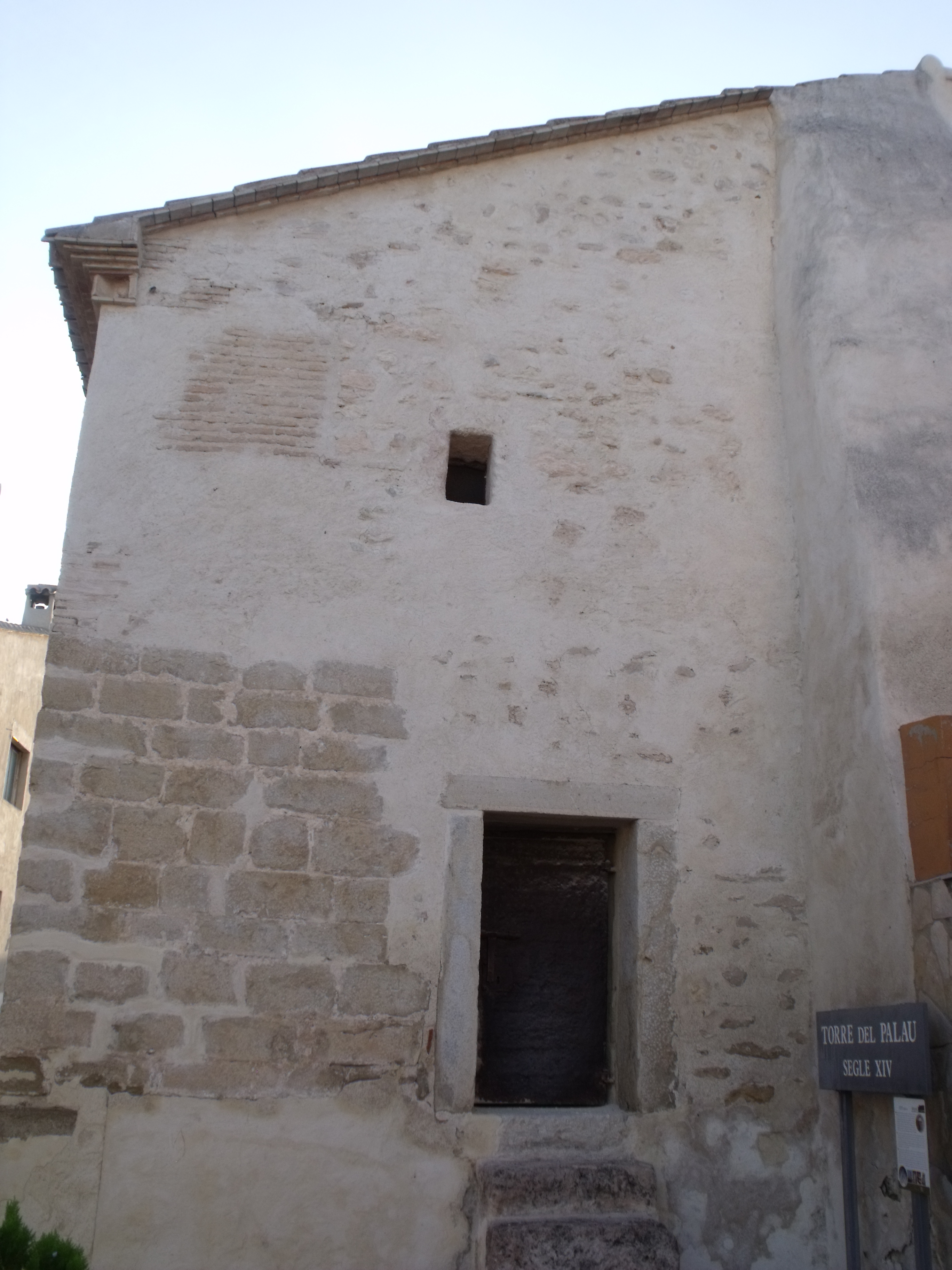
Reste der Burganlage
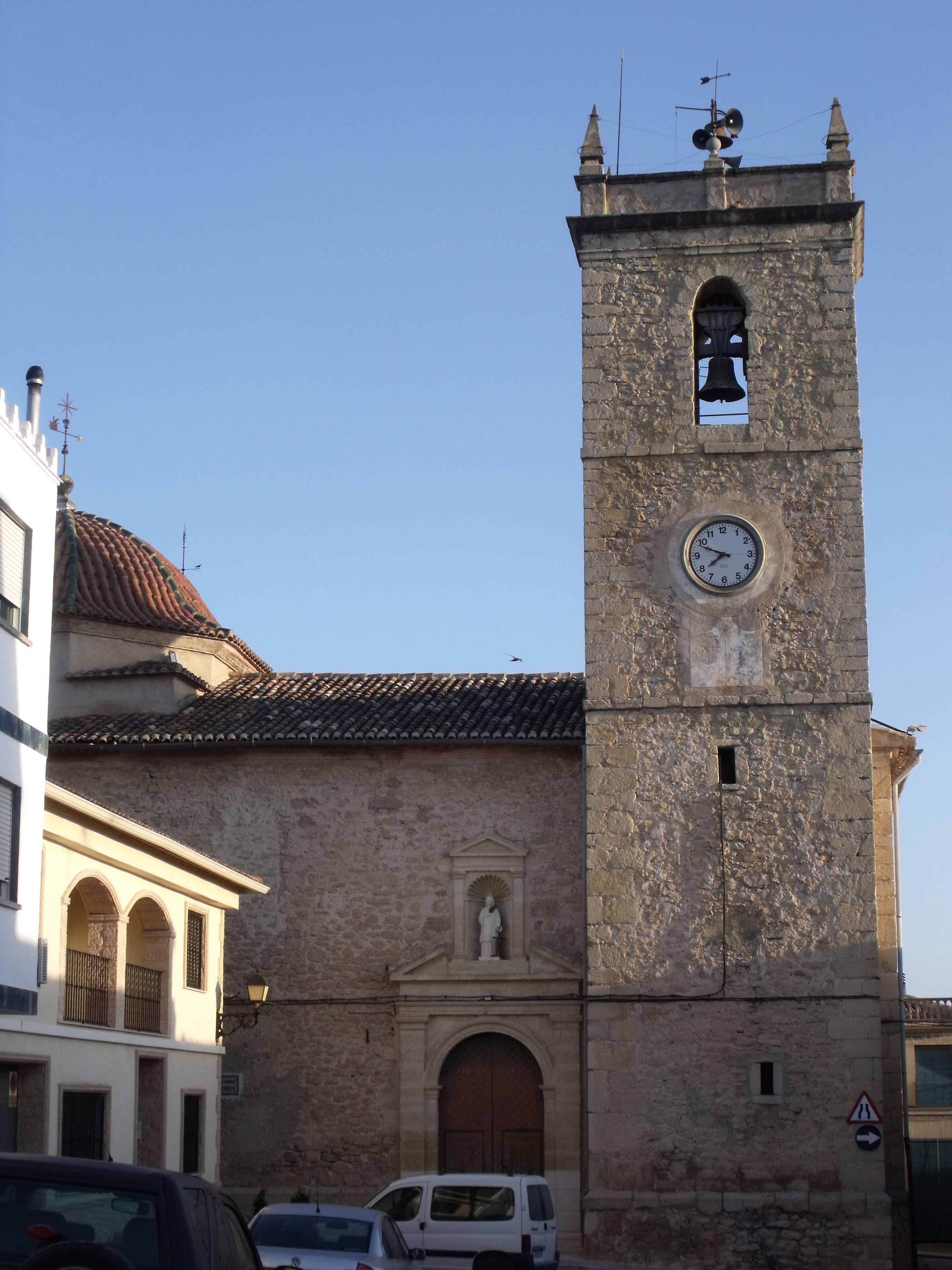
Laurentiuskirche
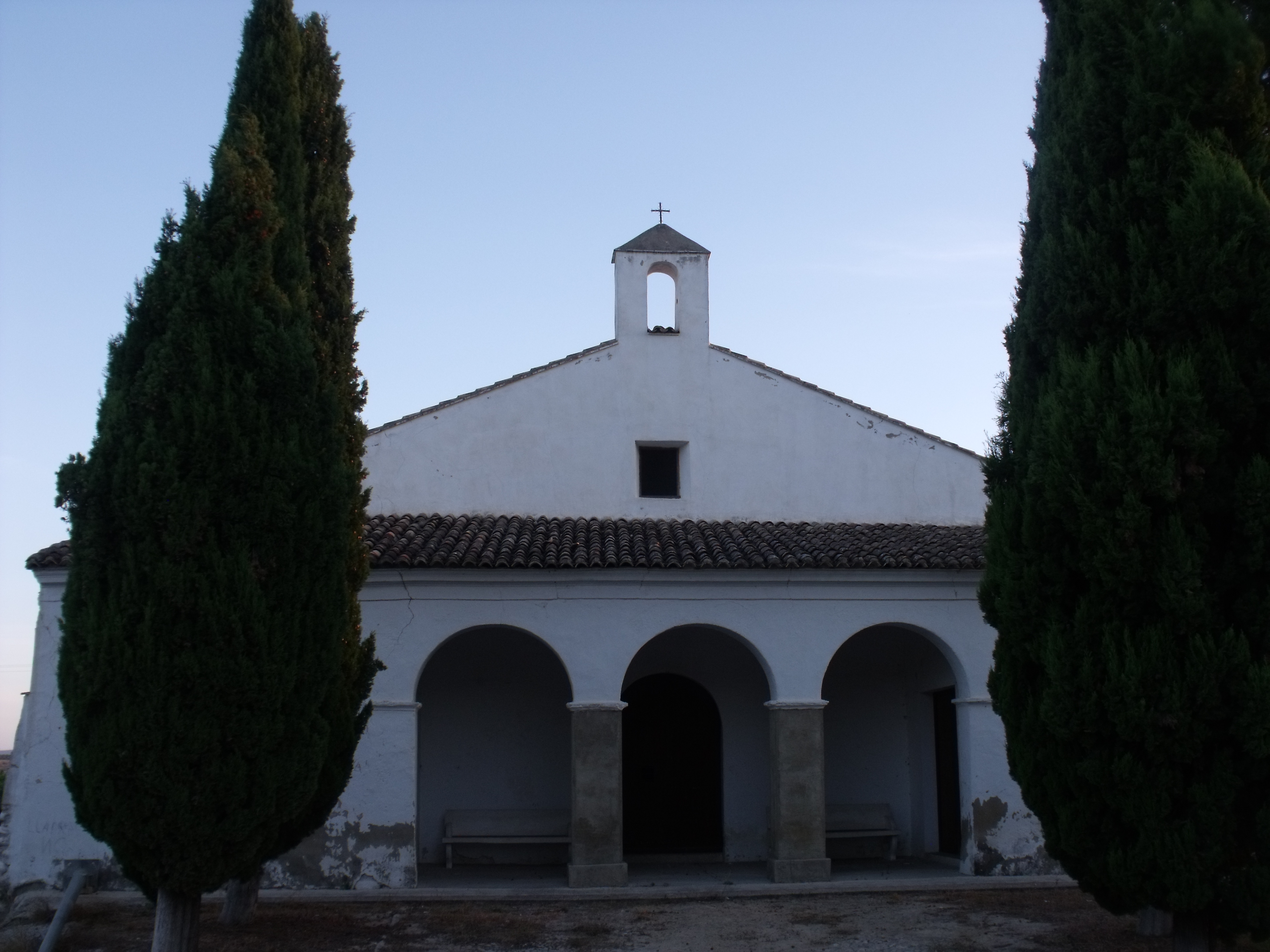
Antoniuskirche
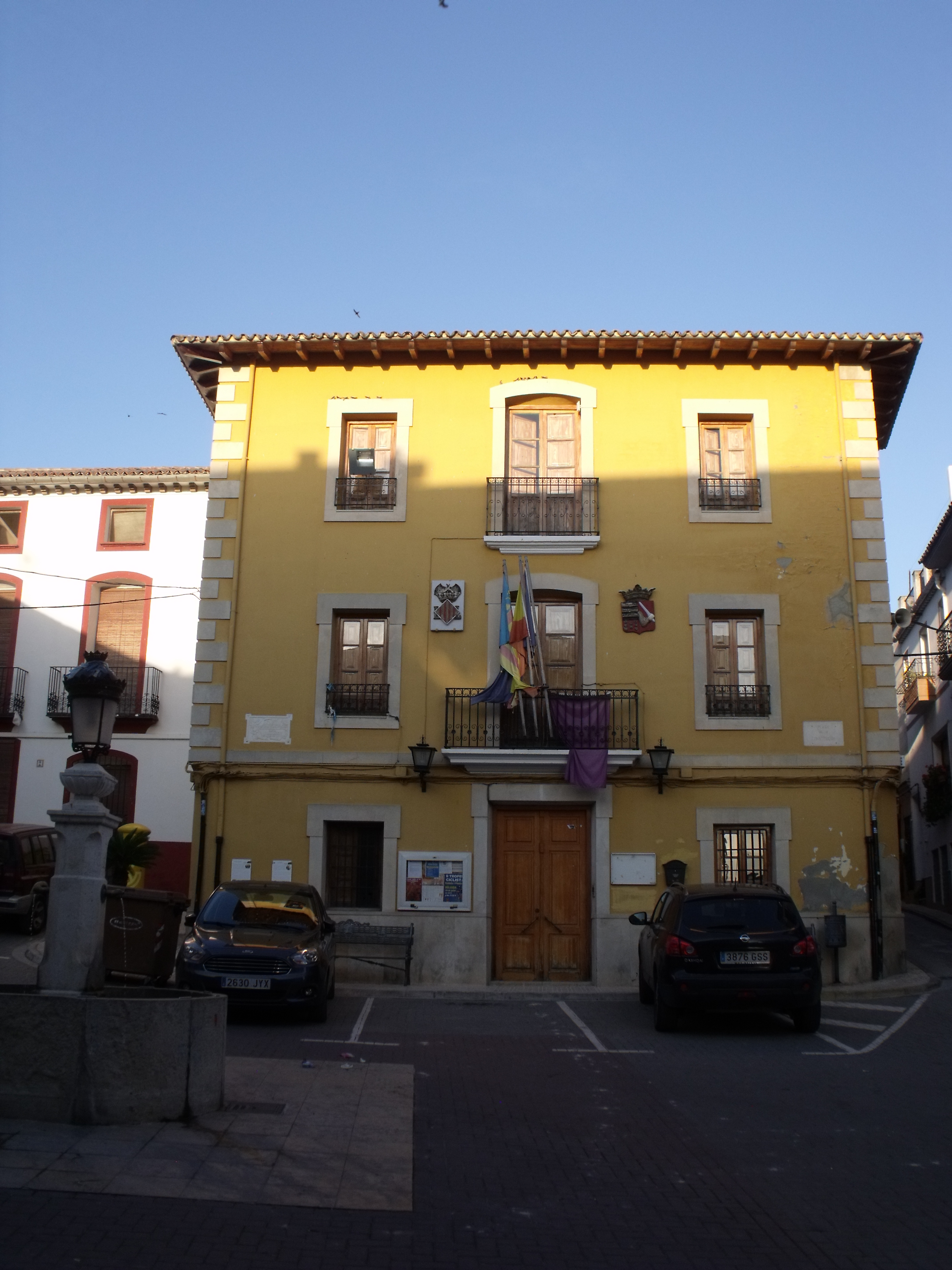
Rathaus

- Laurentiuskirche (Iglesia de San Lorenzo)
- Antoniuskapelle

- Reste der Burganlage
- Laurentiuskirche
- Antoniuskirche
- Rathaus